# تحالف العدالة الاجتماعية (مصر)
تحالف العدالة الاجتماعية كان تحالفًا انتخابيًا في مصر. أسسه حسين عبد الغني.

## الأطراف المنتسبة سابقًا
- الحزب المصري الديمقراطي الاجتماعي
- الحزب الاشتراكي المصري
- حزب التحالف الشعبي الاشتراكي
- حزب الدستور[2]